# Cecidomyia cayamasensis
Cecidomyia cayamasensis är en tvåvingeart som beskrevs av Cook 1906. Cecidomyia cayamasensis ingår i släktet Cecidomyia och familjen gallmyggor.
Artens utbredningsområde är Kuba. Inga underarter finns listade i Catalogue of Life.